# Кол Сан Вито (Белуно)
Кол Сан Вито (итал. Col San Vito) је насеље у Италији у округу Белуно, региону Венето.
Према процени из 2011. у насељу је живело 12 становника. Насеље се налази на надморској висини од 476 м.